# Патологический процесс
Патологи́ческий проце́сс — это закономерная динамическая совокупность сложных рефлекторных реакций в тканях, органах и системах, направленных на компенсацию воздействия и/или последствий воздействия повреждающего фактора.
Патологический процесс характеризуется: стереотипностью, универсальностью, относительным полисиллогизмом и аутохтонностью, эквифинальностью, а также характерной онтогенетической динамикой.
Ключевые характеристики патологических процессов.
1. Стереотипность — наличие характерных черт типового патологического процесса вне зависимости, в каком органе или ткани он происходит, какая причина его вызывает.
2. Универсальность — патологические процессы могут протекать в структуре различных нозологических единиц.
3. Относительный полиэтиологизм — относительность причинности пускового фактора патологического процесса (причинный фактор выполняет лишь пусковую, триггерную роль и не является постоянно действующим).
4. Аутохтонность — свойство патологического процесса саморазвиваться независимо от продолжения действия его причинного фактора.
5. Эквифинальность — множественность различных молекулярных и клеточных механизмов реализации типового патологического процесса, приводящие к одинаковому пути его развития и разрешения(Б. Г. Режабек).
6. Онтогенетическая динамика — эволюционное совершенствование механизмов регуляции и энергетической экономичности течения патологического процесса (И. И. Мечников).

Патологические процессы, для которых характерны все перечисленные признаки, называются типовыми (типическими) патологическими процессами.
Примерами патологических процессов являются:
- Воспаление
- Лихорадка
- Гипоксия
- Аллергия
- Стресс
- Опухоль
- Тромбоз
- Атрофия
- Дистрофия
- Атеросклероз

и т. п.